# Fournels
Fournels là một xã ở tỉnh Lozère trong vùng Occitanie, phía nam nước Pháp. Khu vực này có độ cao trung bình 943 mét trên mực nước biển.